# Колебеато
Колебеато је насеље у Италији у округу Бреша, региону Ломбардија.
Према процени из 2011. у насељу је живело 4305 становника. Насеље се налази на надморској висини од 184 м.

## Становништво
| 1951. | 1961. | 1971. | 1981. | 1991. | 2001. | 2011. |
| ----- | ----- | ----- | ----- | ----- | ----- | ----- |
| 2.362 | 2.359 | 3.030 | 3.605 | 4.193 | 4.366 | 4.698 |